# モロディスト・キエフ国際映画祭
モロディスト・キエフ国際映画祭（モロディスト・キエフこくさいえいがさい、ウクライナ語: Київський Міжнародний Кінофестиваль "Молодість" 、英: Kyiv International Film Festival "Molodist"）は、ウクライナの首都キーウで毎年10月に開催される国際映画祭である。 1970年にミコラ・リセンコ記念キエフ音楽学校の学生による2日間の映画祭として始まり、その年に33本の映画が上映された。 2010年には、439本の映画が上映され、127,000人の観客を集め、ウクライナ最大の映画祭となった。会長はAndrii Khalpakhchi（АндрійХалпахчі）である。

## 概要
1991年以来、FIAPFによって認定されたウクライナ内で唯一の映画祭。26の専門的な国際競争フェスティバルのリストに属している。
当映画祭の主な任務は、若いプロの映画館の発展を促進すること。フェスティバルの競争プログラムは、国内および国際的な映画評価ので選ばれたすべての大陸からの才能のある若者の作品を紹介している。
主なプログラムには学生、短編映画（長編、アニメーション、ドキュメンタリー）及び長編映画があり、キーウ文化的映画館を含む、3つから5つの映画館で行われている。
トム・ティクヴァ、フランソワ・オゾン、エニェディ・イルディコーなどの数多くのヨーロッパのプロデューサーがこの映画祭でデビューしており、
モロディストの参加者は後にパルム・ドール（ブルーノデュモン）やオスカーなどを受賞した。